# Людивьон, Техевари
Техевари Людивьон (фр. Teheivarii Ludivion; 1 июля 1989, Таити) — таитянский футболист, защитник клуба «Тефана». Игрок национальной сборной Таити с 2010 года.

## Карьера
Людивьон дебютировал за национальную сборную в 2010 году в кубке л'Утр-Мер, также он участвовал с командой в кубке наций ОФК 2012, где выходил в стартовом составе в каждом матче, кроме первого.

## Достижения
Сборная
- Обладатель кубка наций ОФК: 2012